# Hertig av Finland
Hertig av Finland är en titel som burits av flera personer. Den första var Birger jarls son Bengt Birgersson, som 1284–1291 var hertig av Finland. Åren 1302–1317 bar Magnus Ladulås son Valdemar Magnusson titeln. 
Den 27 juni 1556 gavs Egentliga Finland och södra Satakunda (Åbo och Kumogårds län) samt Åland som ärftlig förläning åt Gustav Vasas son Johan (sedermera kung Johan III). Hertigdömet utvidgades den 7 september 1557 med västligaste delen av Nyland (Raseborgs län), men fråndömdes Johan 1563. Åren 1590–1606 bar Johan III:s son Johan titeln hertig av Finland.
Senare användes i stället titeln storfurste av Finland, en titel som sedan följde Finland även under den ryska tiden och fram till 1917.

## Hertigar av Finland
- Bengt Birgersson (Folkungaätten) (1284–1291)
- Valdemar Magnusson (1302–1317)
- Bengt Algotsson (Bengt Hafridssons ätt) (1355?–1357)
- Johan (1556–1563, senare krönt som Johan III)
- Johan (1590–1606)